# Frédéric Lopez (raseteur)
Pour les articles homonymes, voir Frédéric Lopez (homonymie) et Lopez.
Frédéric Lopez dit "le brésilien", né Frédéric Quilés le 18 décembre 1949 au Cailar - la Mecque de la Bouvine -, est un raseteur français, vainqueur de la Cocarde d'or en 1979.

## Famille
Son père, Julien Quilès dit « Julot Lopez », décédé en 2013, fut raseteur, gardian à la manade Lafont dans les années 1950, puis charlot de la troupe comique El Gallo. Son grand-père maternel, Fernand Brès, fut directeur des arènes de Lunel. 
Il a un fils, Florian.

## Biographie
Il apprend le raset à l'école taurine de Méjanes en 1971 et 1972, puis participe à la saison 1973 du Trophée de l'Avenir, où il termine quatrième. Il participe régulièrement au Trophée jusqu'en 1984, qui marque le début de sa carrière de raseteur. En 1974, il est blessé au bras et au ventre par le taureau Carlos, puis par Baillarguois en 1978 qui lui déchire la main gauche. Il est accroché au mollet par un autre taureau en 1979, blessé à l'aine par Ménélas et à la cuisse par Pistachier en 1980, par Levant en 1981 et par Aristote en 1985. Au total, il a été blessé 11 fois, une "équipe de foot" comme il dit.
Il a notamment eu comme tourneur Jean-Claude Trémolière.

### Retraite
Il se retire en 1987.
Le 30 septembre 2013, il porte le cercueil de Patrick Castro pour un dernier hommage dans les arènes Francis San Juan à Lunel.

## Palmarès
- Trophée de l’Aficion : ?
- Marguerite d’or : vainqueur 5 fois
- Trophée des maraîchers : 1976
- Muguet d’or : 1977
- Olives vertes : 1978
- Cocarde d'or : 1979[2]

## Distinction
- Diplôme d'honneur fédéral de la FFCC